# O Seu Amor É Tudo
O Seu Amor É Tudo é o quinto álbum de estúdio da cantora Nádia Santolli, lançado pela gravadora Sony Music Brasil em fevereiro de 2017.
O disco contou com produção musical de Jhonatas Pingo e reuniu músicas inéditas, regravações e as participações de Paulo César Baruk e Clayton O'lee, da banda Discopraise. A cantora regravou "Antes do Sol Nascer", original do disco Antes do Sol Nascer (2005). Também fez cover de Jorge Camargo com "Teus Altares". O disco inclui duas faixas bônus, uma em espanhol e outra em inglês.

## Faixas
1. "O Seu Amor É Tudo"
2. "Antes do Sol Nascer"
3. "Criado para Adorar"
4. "Verdadeiro Amor"
5. "O Teu Reino"
6. "Aleluia"
7. "Bendito"
8. "Eu e Minha Casa"
9. "Salmo 27"
10. "Teus Altares"
11. "Antes que Nazca El Sol"
12. "True Love"